# 시스웍
시스웍(Syswork Co. Ltd.)는 대한민국의 제어시스템 기업이다. 본사는 대전시 유성구 테크노7로 32-13(용산동)에 위치해 있다. 대표이사는 전상현이다. 시스웍은 클린룸용 모터, 제어시스템 및 소프트웨어 등 반도 체 및 디스플레이 생산라인에 필요한 토탈솔루션을 제공한다. 삼성전자, 삼성디스플레이, LG디스플레이, SK하이닉스 등의 생산 시설(FAB)에 제품을 공급하고 있다.
비비비를 인수하여 진단키트 사업으로 전환한다 시스웍의 최대주주가 스톤건설로 변경되어 상장폐지 위기를 극복할 가능성이 높아지고 있으며, 이에 따라 시스웍은 기존 사업을 강화하고 상장폐지 조건을 해소하기 위한 계획을 세우고 있다.

## 논란
상상인플러스저축은행으로부터 90억4500만원 규모의 사채원리금 청구 소송을 피소 당하였다

## 상장
2017년 12월 26일에 주관사를 하나금융투자로 공모가 2,800원에 상장하였다.

## 참고 문헌
1. ↑  전지훈, 한국IR협의회 기술분석보고서-시스웍, 2019. 11. 7
2. ↑  시스웍_IR자료
3. ↑  최종경, BNK투자증권, 신규상장(IPO) 예정기업 보고서-시스웍, 2017/12/11
4. ↑  김두현, 하나금융투자 Equity Research 시스웍, 2019년 6월 26일
5. ↑  시스웍, '셀트리온 진단키트' 비비비에 매각...사실상 우회상장, 머니투데이, 2020-08-20
6. ↑  새 주인 맞은 시스웍, 상폐 위기 극복할까, 딜사이트, 2023.08.04
7. ↑  시스웍, 90억 규모 사채원리금 청구 소송 피소, 이데일리, 2022-04-11